# 80 egunean
80 egunean, en español En 80 días, es una película española rodada en euskera codirigida por José María Goenaga y Jon Garaño. Estrenada en 2010 es un film de género dramático y temática LGBT.

## Sinopsis
Axun (Itziar Aizpuru) es una mujer de 70 años que acude al hospital para cuidar al exmarido de su hija. Su sorpresa será mayúscula al darse cuenta de que la mujer que cuida al enfermo de al lado es Maite (Mariasun Pagoaga) una gran amiga de la adolescencia con quien hace años que no tiene relación.
Pronto ambas mujeres serán conscientes de que la química entre ellas sigue intacta al igual que 50 años atrás. Las dos se divierten y disfrutan del reencuentro hasta que Axun descubre que Maite es lesbiana. En ese momento Axun tendrá que lidiar con sentimientos enfrentados y decidir si prefiere escuchar a su corazón o a la razón.

## Reparto
| Intérprete            | Personaje                |
| --------------------- | ------------------------ |
| Itziar Aizpuru        | Axun                     |
| Mariasun Pagoaga      | Maite                    |
| José Ramón Argoitia   | Juan Mari                |
| Zorion Eguileor       | Julián                   |
| Ane Gabarain          | Josune                   |
| Patricia López Arnaiz | Garazi                   |
| Tanya de Roberto      | Ana                      |
| Pedro Arnaez Oñatibia | Mikel                    |
| Mª Josefa Echave      | Juanita                  |
| Luisa M. Aristondo    | Koro                     |
| Alaitz Eguren         | Enfermo                  |
| Iñake Irastorza       | Médico                   |
| Oswaldo Parma         | Antonio                  |
| Joana Otxoa de Alaiza | Alumno 1                 |
| Itziar Egiguren       | Servidor                 |
| Maialen Urbieta       | Maite de Joven           |
| Zuriñe Benavente      | Axun de Joven            |
| Maria Suberviola      | Alumno 2                 |
| Eriz Alberdi          | Vigilante 1              |
| Iñaki Zapirain        | Vigilante 2              |
| Jox Berasategui       | Musulmán 1               |
| Iñaki Bergara         | Musulmán 2               |
| Erik Arzallus         | Barman                   |
| Zuriñe Benavente      | Axun Joven               |
| Maialen Urbieta       | Maite Joven              |
| Yvette Filanc         | Vendedor de Hamburguesas |
| Aitor Fernandino      | Asier                    |
| Mikel Sarriegi        | Guardia del Puerto       |
| Txaro Rodríguez       | Vigilante 3              |
| J.C. Gurrutxaga       | Pianista                 |
| Idoia Zabala          | Músico 1                 |
| Luis Fernandez        | Músico 2                 |
| Leire Elias           | Músico 3                 |
| Itziar Etxegia        | Músico 4                 |

## Recepción
80 egunean tiene en general una positiva aceptación en los portales dedicados a la información cinematográfica. En IMDb, basada en 398 comentarios, es valorada con un 7,2 sobre 10. En FilmAffinity, teniendo en cuenta 726 votos, obtiene un 7,3 sobre 10.
Javier Ocaña, en el diario El País, valora positivamente "el carácter a contracorriente de la propuesta de los debutantes en el largo de ficción Jon Garaño y José Mari Goenaga hace de 80 egunean (80 días) una de las películas más insólitas del cine español reciente". Desirée de Fez, en las páginas de la revista Fotogramas, apunta que "alguna situación está un poquitín forzada, pero 'En 80 días' crece en las secuencias que comparten Asun y Maite (...) por su frescura, su espontaneidad y su capacidad de emocionar desde la contención.".

## Premios
La película se ha programado en varios festivales, no sólo dedicados a la temática LGBT, y ha recibido más de una treintena de premios:

### Festival de San Sebastián 2010
- VI Premio San Sebastián Film Commission
- Premio Sebastiane 2010 Saria a la mejor película de temática homosexual

### Festival de cine español de Nantes
- Premio Fundación Borau - Ópera prima

### Mezipatra Queer Film Festival
- Premio del jurado a la mejor película

### Hamburg Queer Film Festival
- Premio del público

### Amsterdam LGTB Film Festival
- Premio del público en categoría "mujeres"
- Premio del jurado en categoría "senior"

### Premios EHGAM
- Triángulo de oro 2010